# Ла-Кабеса-де-Бехар
Ла-Кабеса-де-Бехар (ісп. La Cabeza de Béjar) — муніципалітет в Іспанії, у складі автономної спільноти Кастилія-і-Леон, у провінції Саламанка. Населення — 101 особа (2010).
Муніципалітет розташований на відстані близько 160 км на захід від Мадрида, 50 км на південь від Саламанки.

## Демографія
Динаміка населення (INE ):